# 옥보고
옥보고(玉寶高)는 고구려에 속하던 의령 옥씨(宜寧 玉氏)의 인물로 신라 경덕왕 때의 음악가로서 신라 육두품 귀족 출신으로 그의 아버지는 사찬(沙飡)이라는 관직을 지낸 옥공영(玉恭永)이다.
그는 일찍이 지리산 운상원(雲上院, 현재 전라북도 남원시 국악의 성지 위치)에 들어가 50년 동안 가야금의 기법(금법, 琴法)을 닦고, 상원곡, 중원곡, 하원곡 등 새로운 거문고 가락 30곡을 지어 널리 전파하였다.

## 고구려유민 설
옥보고는 신라 6두품 귀족으로서 고구려유민이 많았던 남원에서 활동하며 거문고를 전수받았다고 알려져있지만 옥보고가 고구려 유민이라는 시각도 존재한다. 이런 시각은 먼저 옥보고의 가계에 주목한다. 옥보고의 성씨는 옥(玉)씨로 시대상 의령 옥씨(宜寧 玉氏)이다. 시조는 옥진서(玉眞瑞)로 고구려의 요청에 의해 당나라에서 파견된 8재사(八才士) 중의 한 사람으로 당나라에서 고구려로 귀화한 성씨이다. 옥진서(玉眞瑞)는 고구려 멸망 후 신라에서 국학교수(國學敎授)를 역임하고, 의춘군(宜春君)에 봉해졌으며 문혜(文惠)라는 시호를 받았다고 한다. 또한 옥보고의 집안은 신라 6두품 귀족이라 하였는데 신라는 전라북도 익산에서 고구려 부흥운동을 전개하던 보덕국을 멸망시킨 뒤 보덕국의 고구려 귀족을 남원경(南原京) 지역의 신라 6두품 귀족으로 편입한 바 있다.
옥보고가 활동하던 시기에 고구려인 옥진서(玉眞瑞)를 모시는 의령 옥씨(宜寧 玉氏)외에는 옥씨(玉氏)가 존재하지 않았기 때문에 옥보고는 여러 정황상 고구려에 뿌리를 둔 인물로 신라 귀족으로 편입된 것으로 보인다.
1. ↑  전북일보 7. 옥보고와 남원 운상원 - 거문고 주법 완성한 국악의 성지